# Saint-Selve
Saint-Selve é uma comuna francesa na região administrativa da Nova Aquitânia, no departamento da Gironda. Estende-se por uma área de 17,65 km². Em 2010 a comuna tinha 3 240 habitantes (densidade: 183,6 hab./km²).